# مفارقة تطورية زمنية

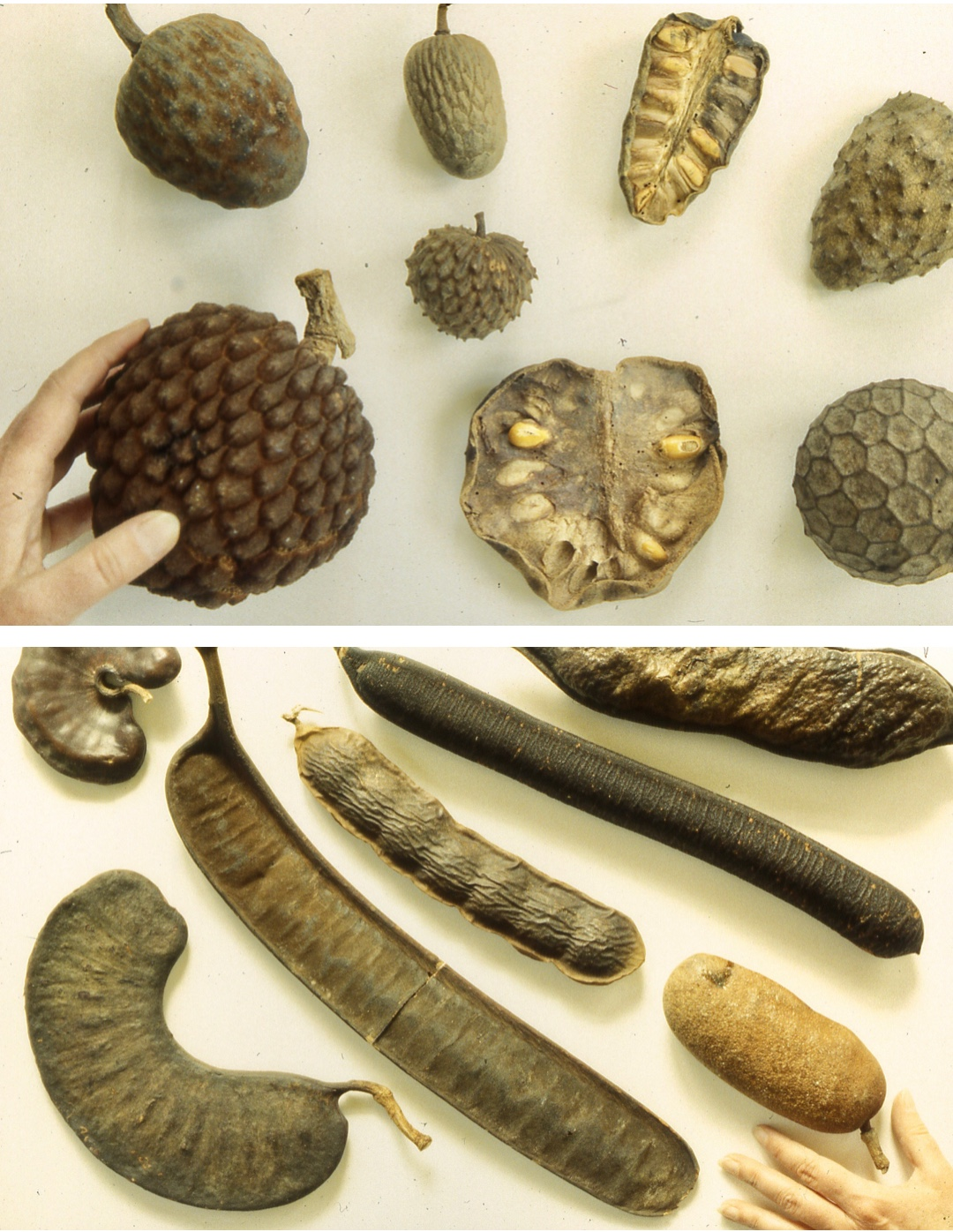
أمثلة مجففة للمفارقات التطورية الاستوائية الجديدة من البرازيل، وبيرو، ونيكاراغوا في معشبة حديقة النباتية في نيويورك.

المفارقة التطورية الزمنية، أو المفارقة البيئية، هو مصطلح يشير إلى سمات في أنواع النباتات المحلية (خاصةً الثمار، وكذلك الأشواك) التي يبدو أنها نشأت عن طريق الاصطفاء الطبيعي في الماضي بفضل تطورها المشترك مع الحيوانات الضخمة آكلة النباتات المنقرضة.
يشير تدني فعالية ومدي انتشار البذور بواسطة الثدييات آكلة النباتات التي تعيش في نفس الأنظمة البيئية اليوم إلى عسر التكيف. وسيزداد عسر تكيف هذه النباتات مع استمرار تغير المناخ المستمر الذي يغير الظروف المادية والبيئية داخل نطاقها الجغرافي الحالي.
صيغ هذا المفهوم من قبل عالم البيئة الأمريكي المقيم في كوستاريكا دانييل جانزن ونقله إلى الوعي العلمي عندما نشر هو وعالم البيئة القديمة باول مارتن ، "المفارقة الزمنية الاستوائية الجديدة: الفواكه التي أكلها الغومفوثيرس" في مجلة ساينس. حيث أن الغومفوثيرس هو أحد أكبر الثدييات الآكلة للفواكه في أمريكا الاستوائية، وهي تشبه الفيلة الحديثة، والتي ألهمت العنوان الذي اختاره جانزن ومارتن لورقتهما البحثية عام 1982.
سبقت ورقة جانزن ومارتن مقالة نشرها عالم البيئة الأمريكي ستانلي تيمبل في عام 1977، حيث عزا تيمبل انحدار شجرة الورف كبير الزهر المتوطنة في موريشيوس إلى الإفراط في الصيد البشري الذي أدى إلى انقراض طائر الدودو الذي تطور بالتزامن مع هذه الشجرة.
كان جانزن هو من طبق هذا المفهوم على حوالى 18 نوعًا أو جنسًا من النباتات المثمرة في كوستاريكا، بينما اقترح مارتن متلازمة مميزة لانتشار البذور، أو متلازمة انتشار الثدييات الضخمة من خلال مقارنة الثمار الاستوائية الجديدة غير المتكيفة مع أشكال مماثلة في المناطق الاستوائية في إفريقيا وآسيا والتي تم توثيقها على أنها منتشرة بواسطة الأفيال التي لا تزال في تلك القارات.

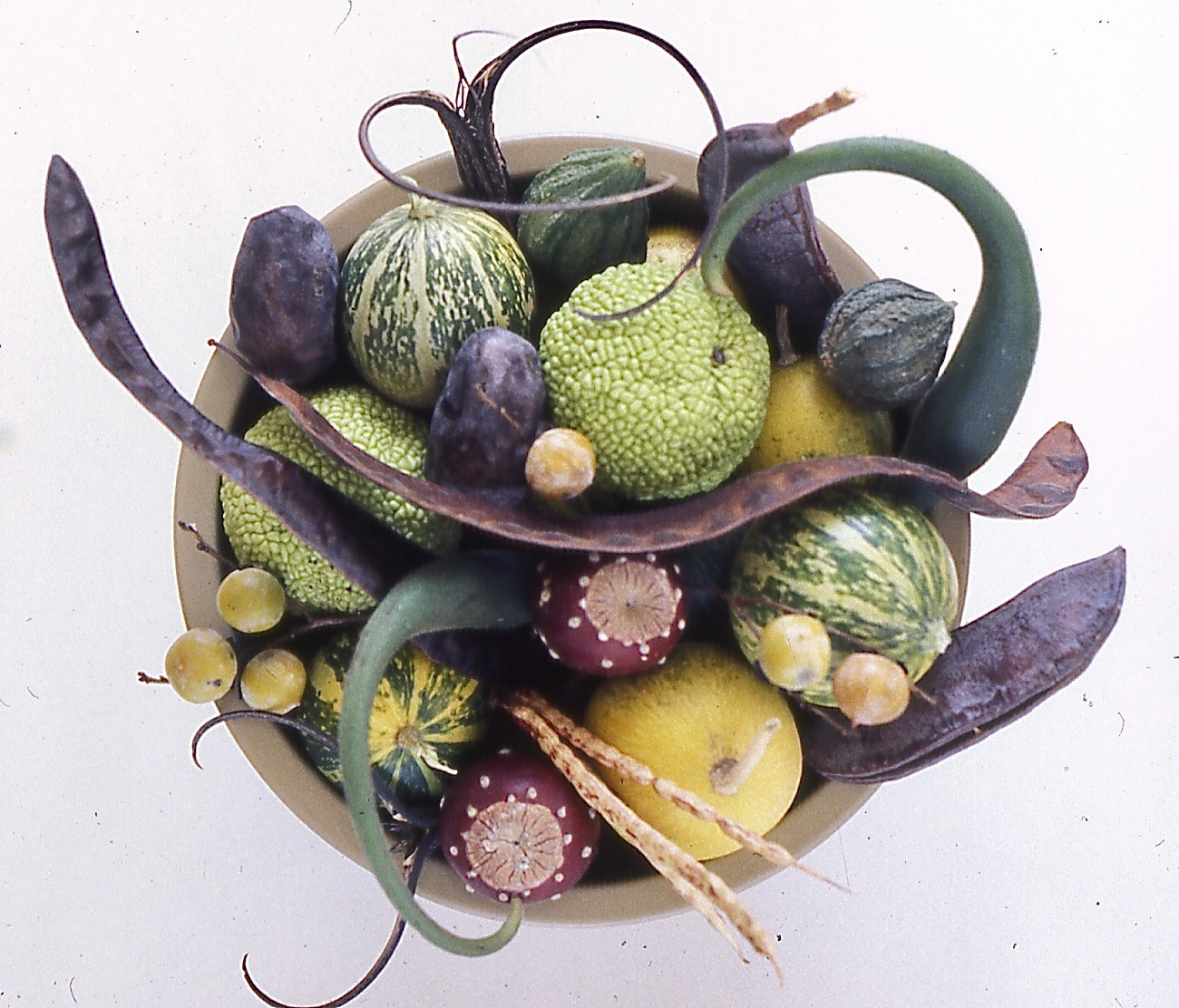
ثمار غير متماثلة من أمريكا الشمالية المعتدلة، جمعتها كوني بارلو. تشمل قرون مخلب الشيطان (أعلى)، وشجر السنط (طويل ومنحني في المنتصف)، والمسكيت (بيج في الأسفل)، إلى جانب فواكه أخرى من الغابات والصحاري في الولايات المتحدة الأمريكية.

بعد عقدين من نشر مفهوم "المفارقة الزمنية الاستوائية الجديدة" وتسميته، قامت الكاتبة العلمية كوني بارلو بتجميع تاريخه وتطبيقاته اللاحقة في كتاب علمي شائع؛ أشباح التطور: الثمار غير المنطقية، والشركاء المفقودون، وغيرها من المفارقات الزمنية البيئية.
عند صياغة عنوان الكتاب، استعانت بارلو بمقال كتبه باول مارتن عام 1992 بعنوان "الأرض الكاملة الأخيرة".
الغلاديشية ثلاثية الأشواك المذكورة في مقتطف مارتن هي شجرة محلية في شرق أمريكا الشمالية. ونظرًا لتفضيل زراعته على طول الشوارع المدن ومواقف السيارات، فقد كانت بارلو على دراية به جيدًا أثناء عملها على كتابها في نيويورك. أصبحت قرونها الطويلة المنحنية جزءًا بارزًا في كتابها. ولاحقًا، قام كتاب آخرون بترويج شراكتها المفقودة مع أشباح العصر الجليدي (الحيوانات المنقرضة).
واكتسبت أشكال المفارقة التطورية بين الحيوانات اهتمامًا شعبيًا. حسبما ورد في صحيفة نيويورك تايمز أن، "سرعة الظباء الأمريكية إرثًا من الحيوانات المفترسة السابقة".

## متلازمة انتشار الحيوانات الضخمة

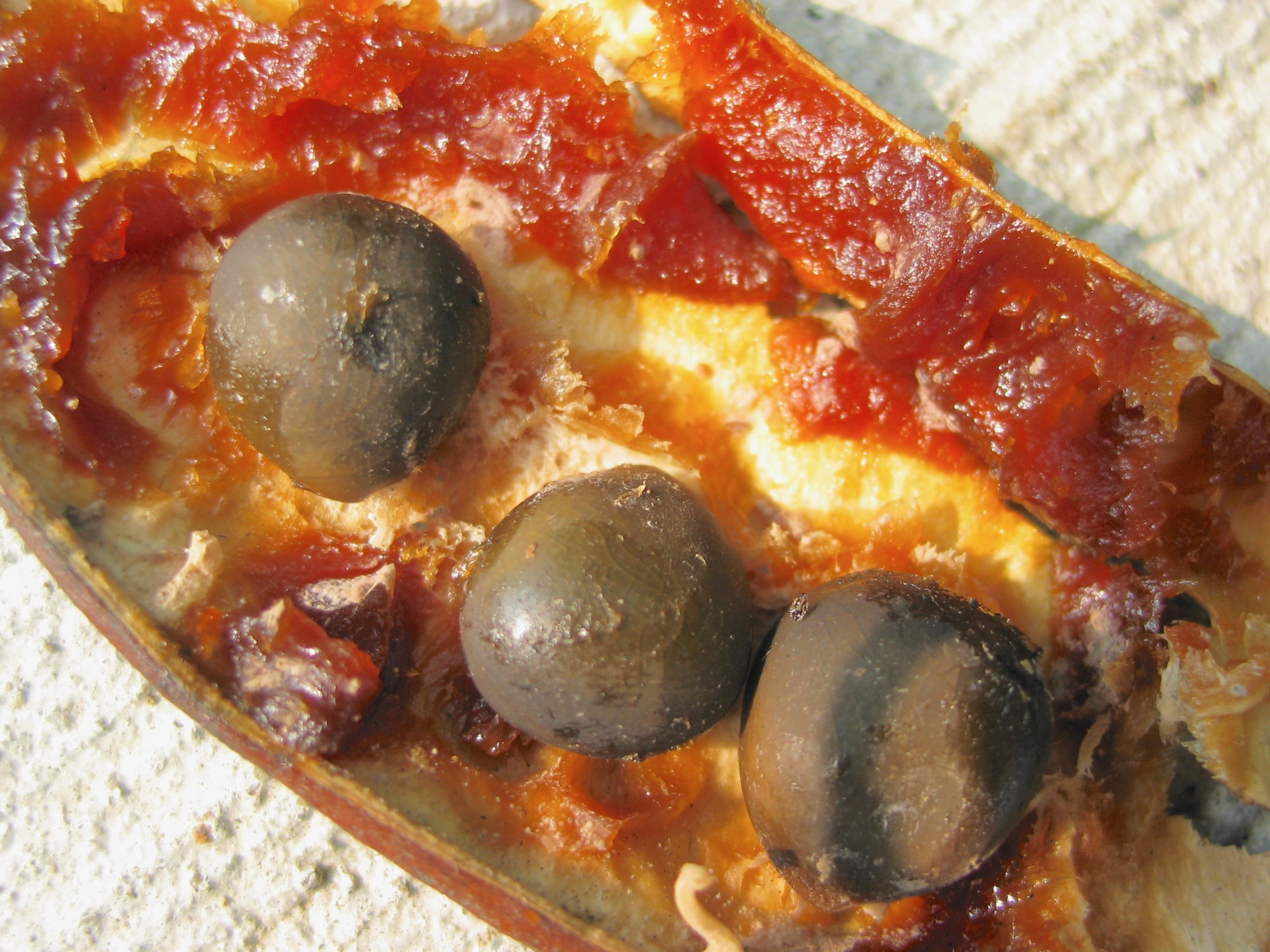
يحيط اللب بالبذور الكبيرة لشجرة Gymnocladus dioica (شجرة بن كنتاكي) داخل جرابها الكبير الصلب

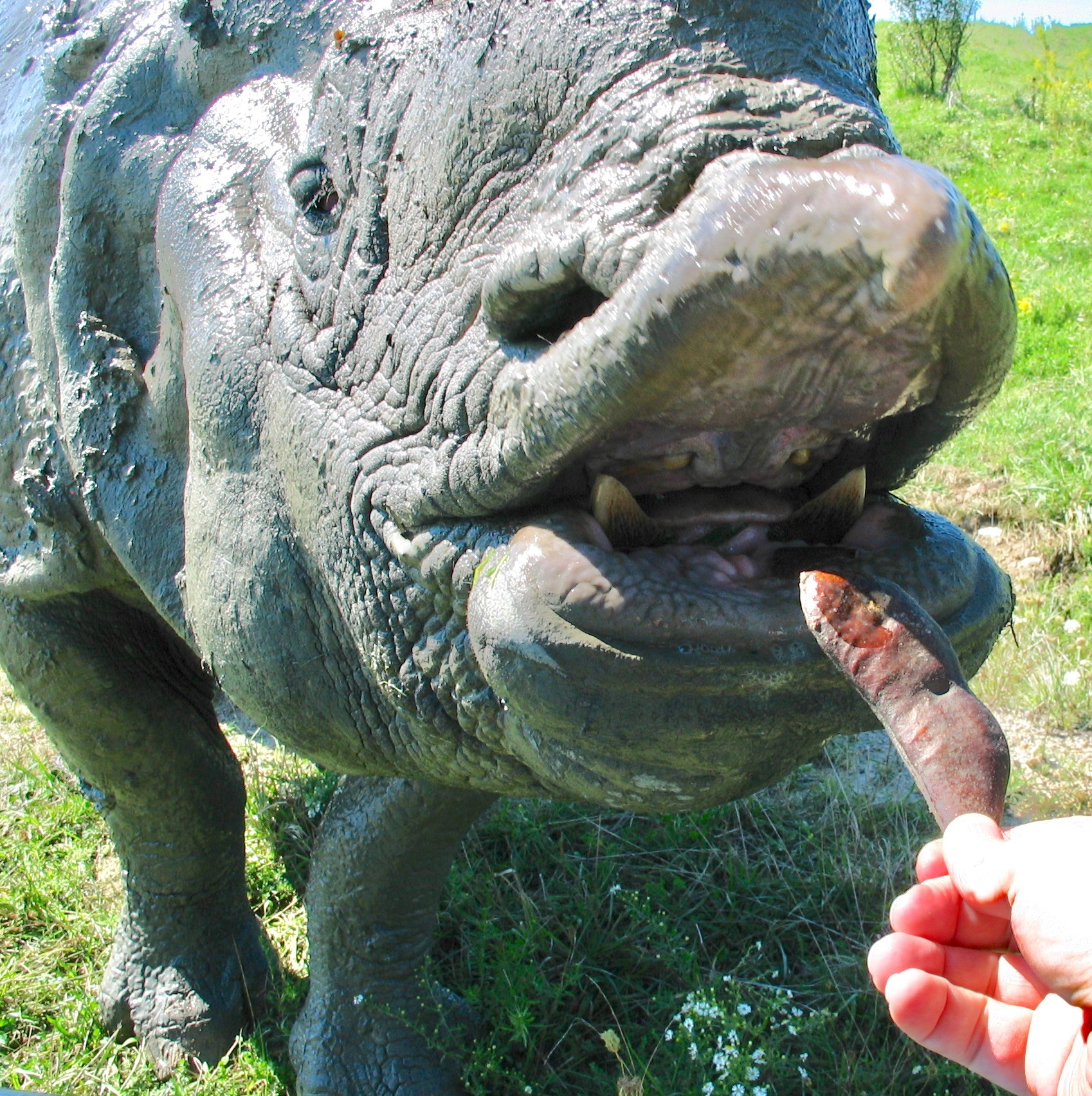
يسعد وحيد القرن الهندي بتناول أكثر من عشرة قرون من شجرة بن كنتاكي ، مما يشير إلى أن أسلافه من وحيد القرن في أمريكا الشمالية ربما تكون قد دفعت إلى متلازمة انتشار الثدييات الضخمة.

متلازمة انتشار البذور عبارة عن مجموعة من السمات التي تميز الثمار، وتمكن النباتات من نشر بذورها عن طريق الرياح، أو الماء، أو الحيوانات المتنقلة.
الثمار التي تجذب الطيور غالبًا ما تكون صغيرة الحجم، ولها قشرة رقيقة واقية، ولونها أحمر، أو أزرق داكن، أو أرجواني.
الثمار التي تصنف ضمن متلازمة انتشار الثدييات تكون أكبر من ثمار الطيور. وتحتوي على قشرة خارجية صلبة أو غلاف سميك وتطلق رائحة قوية عند النضج، نظرًا لأن الثدييات (بخلاف الرئيسيات) ضعيفة في رؤية الألوان، فإن هذه الثمار عادةً ما تحتفظ بلون بني باهت، أو الأصفر المصقول، أو البرتقالي، أو تبقى خضراء عند النضج.
وتشير متلازمة انتشار الحيوانات الضخمة إلى السمات التي تطورت بالثمار لجذب الحيوانات الضخمة (الحيوانات التي وزنها ≥ 44 كيلوجرام) كعوامل انتشار أساسية للبذور.
بعد الانقراض الرباعي للحيوانات الضخمة في أواخر عصر البلستوسين، انقرضت معظم أنواع الحيوانات العاشبة الكبيرة خارج أفريقيا (والبعض من آسيا)، مما أدى إلى تقليل فعالية انتشار البذور باستثناء الثمار التي جذبت زراعة البشر إليها.

### السمات الشائعة لانتشار الحيوانات الضخمة
- ثمار كبيرة الحجم، تتناولها الحيوانات الكبيرة كاملة دون فقدان البذور.
- تنمو الثمار على الجذع أو بالقرب منه، أو على الفروع القوية.
- ثمار غير ناضجة تحتفظ ببذورها عند النضج.
- يتجنب طحن البذور بالأسنان لوجود غلاف داخلي سميك؛ أو سموم مرة أو مثيرة للغثيان. ويصعب فصلها عن اللب، الذي يكون لذيذًا وناعمًا، لمنع بصق البذور.
- وتستفيد البذور من التآكل الفيزيائي، أو الكيميائي لتنبت.
- إذا كانت استوائية، فإن الثمار تسقط عند النضج أو قبله مباشرة، مما يمنع القرود من أكلها. إذا كانت في المناخات الباردة، تبقى الثمار على الفرع لفترة طويلة، مما يبقيها بعيدًا عن الأكل من قبل موزعي البذور غير الفعالين مثل القوارض.[5][1]

### المؤشرات البيئية لغياب شركاء الانتشار
- إما أن تتعفن الثمار في مكان سقوطها أو تنشر بشكل غير فعال بواسطة عوامل التشتيت الحالية.
- النبات شائع حيث تتواجد الماشية.
- تنبت البذور وتنمو بشكل جيد في الأراضي المرتفعة حيث يزرع، وهذا النوع يعيش غالبًا في السهول الفيضية، حيث يشتت تدفق المياه البذور في البرية.
- النطاق الجغرافي غير متماثل أو محدود بشكل لا يمكن تفسيره.[12][1]

## في الثقافة الشعبية

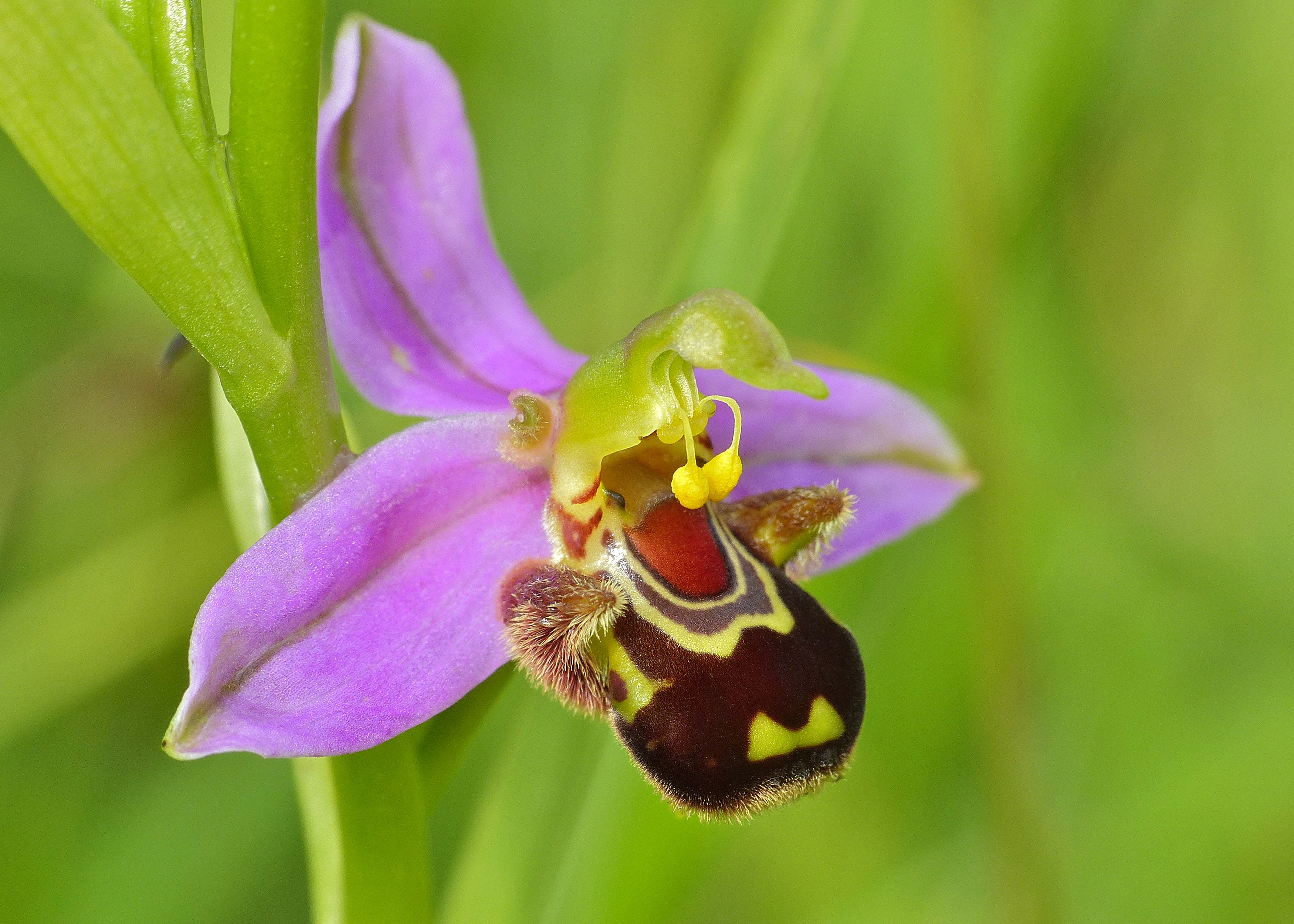
أوفريس أبيفيرا

أشير إلى هذه الظاهرة (ولكن ليس بالاسم) في العدد 1259 من مجلة الرسوم الهزلية الإلكترونية xkcd بقلم راندال مونرو، ونُشرت في 2 سبتمبر 2013.
في القصص المصورة، زُعم أن نبات الحاجبية النحلية يقلد أنثى نوع من النحل لجذب الذكور وضمان التلقيح، ولكن النحلة انقرضت ومازال النبات يتبعها، فقط لجأ إلى التأبير الذاتي الأقل فعالية. في الواقع، الجزء الأول فقط هو الصحيح: فالزهرة تحاكي النحلة، وتتكاثر حصريًا عن طريق التلقيح الذاتي في شمال أوروبا، ولكن يتم تلقيحها بنجاح بواسطة النحل من جنس Eucera في منطقة حوض البحر المتوسط.
- التطور المشترك
- سباق تسلح تطوري
- فخ تطوري
- انقراض الهولوسيني
- أنواع رئيسية
- انقراض الرباعي
- إعادة حياة العصر البلستوسيني البرية
- أثارية